# Erik Vávra
Erik Vávra (* 24. září 1996, Michalovce) je slovenský fotbalový záložník, od srpna 2010 působící v TJ Spartak Myjava.

## Klubová kariéra
Svoji fotbalovou kariéru začal v MFK Skalica, odkud v roce 2010 v průběhu mládeže zamířil na hostování do TJ Spartak Myjava. Před sezonou 2014/15 se propracoval do prvního mužstva a do týmu přestoupil. V srpnu 2015 odešel na půlroční hostování do klubu ŠK LR Crystal Lednické Rovne. Na jaře 2016 hostoval v mužstvu AFC Nové Mesto nad Váhom. V létě 2016 se vrátil do Spartaku Myjava.